# Combustibile fossile

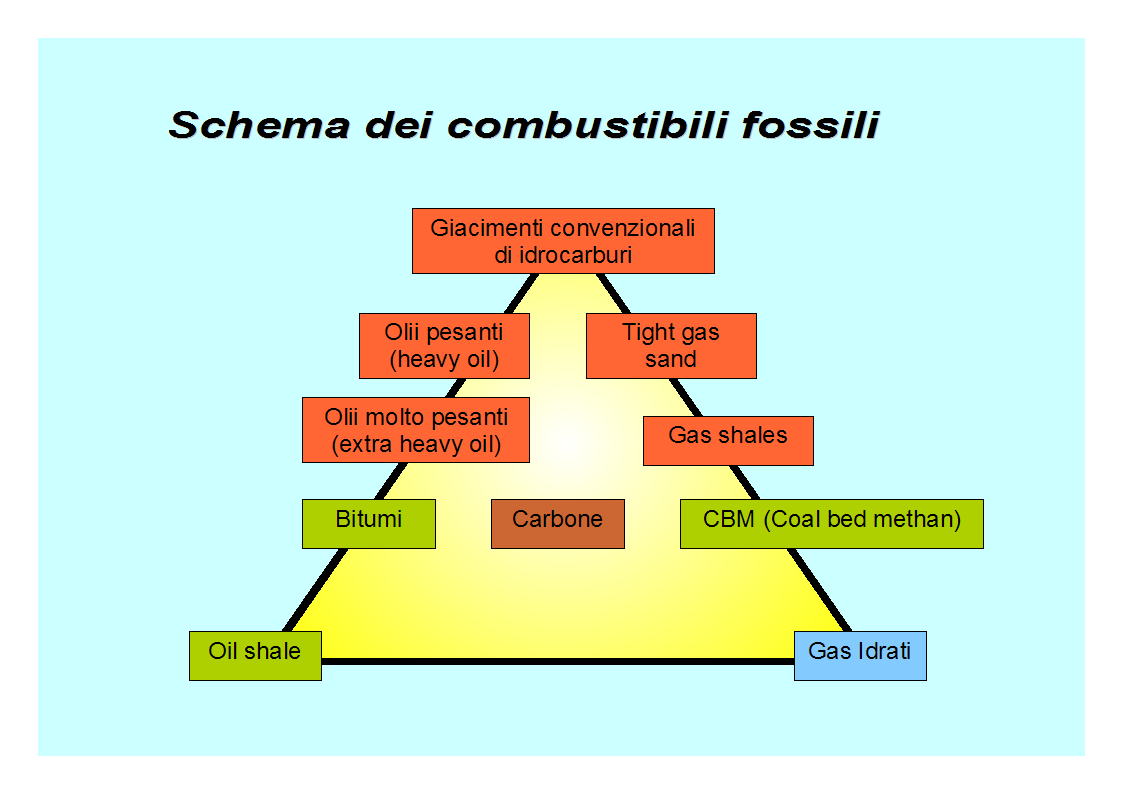
Uno schema dei principali combustibili fossili

I combustibili fossili sono combustibili derivanti dalla trasformazione naturale, sviluppatasi in milioni di anni, di sostanza organica seppellitasi sottoterra nel corso delle ere geologiche, in forme molecolari via via più stabili e ricche di carbonio. Si può affermare che i combustibili fossili costituiscono l'accumulo nel sottosuolo di energia che deriva dal Sole, direttamente raccolta nella biosfera nel corso di periodi geologici dalle piante tramite la fotosintesi clorofilliana e da organismi acquatici unicellulari, come i protozoi e le alghe azzurre, o indirettamente tramite la catena alimentare dagli animali.

## Classificazione
La categoria dei combustibili fossili comprende:
- petrolio e altri idrocarburi naturali;
- carbone in tutte le sue forme (ad esempio torba e antracite);
- gas naturale.

## Distribuzione geografica
La distribuzione mondiale delle principali riserve dei diversi tipi di combustibili fossili non coincide geograficamente fra di loro, in particolare i giacimenti di carbone si trovano in regioni diverse rispetto ai giacimenti di idrocarburi liquidi, che a sua volta non coincide con quella dei principali giacimenti gassiferi.

### Distribuzione riserve di carbone
Le principali riserve si trovano negli Stati Uniti, Europa occidentale (Regno Unito, Belgio, Francia e Germania), paesi dell'ex Unione Sovietica, Polonia, Cina, Australia, Giappone e India. Le riserve di carbone nella loro globalità costituiscono il maggior accumulo di combustibili fossili ancora disponibili per lo sfruttamento. Nei depositi di carbone è possibile, in alcuni casi, il recupero di gas naturale associato ai livelli carboniferi (CBM) e oggi si valuta la possibilità del recupero di questo gas anche in giacimenti carboniferi non economicamente sfruttabili per l'estrazione del carbone e la combinazione dello sfruttamento di questo gas con lo stoccaggio sotterraneo di anidride carbonica,

### Distribuzione riserve di petrolio

Mappa dei principali produttori di petrolio a livello mondiale.

La geografia delle riserve attuali di petrolio è in evoluzione a causa dello sfruttamento e quindi esaurimento di molti giacimenti situati in aree da tempo sfruttate. Nel 2005 si è calcolato che circa il 27% del petrolio nel mercato provenisse da aree le cui riserve petrolifere erano in diminuzione, tra queste i giacimenti statunitensi e quelli nell'offshore del Mare del Nord (in acque inglesi, olandesi e norvegesi). In altri paesi la crescita economica è tale da trasformarli da esportatori di petrolio ad importatori, come la Cina. I maggiori accumuli convenzionali di petrolio (circa il 60% delle riserve mondiali) si trovano nell'area medio orientale (Arabia Saudita, Iraq, Kuwait, Iran, Siria, Emirati Arabi) e si ritiene, per le loro dimensioni che saranno gli ultimi ad esaurirsi. Altre regioni del mondo con grandi bacini petroliferi includono la Nigeria e l'offshore atlantico nigeriano ed angolano, il Venezuela e l'area del Mar Caspio.
Si stima che fino ad oggi siano stati estratti complessivamente circa 900-1000 miliardi di barili, mentre le riserve ancora estraibili si aggirino sui 1000-1500 miliardi di barili.
Oggi viene data importanza anche ai giacimenti di sabbie bituminose, abbondanti nello stato canadese dell'Alberta ed in Sudamerica, nell'area detta "Orinoco belt".

### Distribuzione riserve di gas naturale
Il maggior giacimento di gas si trova a Groningen nei Paesi Bassi, grandi riserve di gas si trovano in Siberia e in Algeria. Altre riserve di gas sono associate al petrolio nei giacimenti petroliferi diffusi nel mondo. All'inizio del XIX secolo lo scenario delle riserve mondiali di gas è mutato causa l'inizio dello sfruttamento massiccio dello shale gas. Tuttavia per il gas vi è il grosso problema del trasporto dello stesso dal luogo di estrazione a quello di utilizzo, e questo oggi rende problematica la commerciabilità, e quindi lo sfruttamento, di grandi volumi di gas che sarebbero estraibili e disponibili in aree logisticamente lontane dai potenziali centri di utilizzo del gas. Per ovviare a queste limitazioni sono in corso di sviluppo progetti di liquefazione del gas.
Sono in fase di esplorazione preliminare le ricerche sul possibile sfruttamento degli "idrati di metano" presenti lungo i margini della piattaforma continentale oceanica. Nel marzo 2013, al largo del Giappone, nella fossa di Nankai è stato effettuato, con una apposita nave per perforazione offshore, il primo test di produzione di gas da depositi di idrati di metano presenti entro i sedimenti marini. Il test, durato sei giorni, ha prodotto circa 120000 m³ di gas metano, liberato dall'idrato per riduzione di pressione ottenuta con pompa a fondo pozzo, attraverso un pozzo che è penetrato per circa 300 metri nei sedimenti sul fondo marino, con un sovrastante battente libero d'acqua di circa 1000 metri.

## Utilizzi

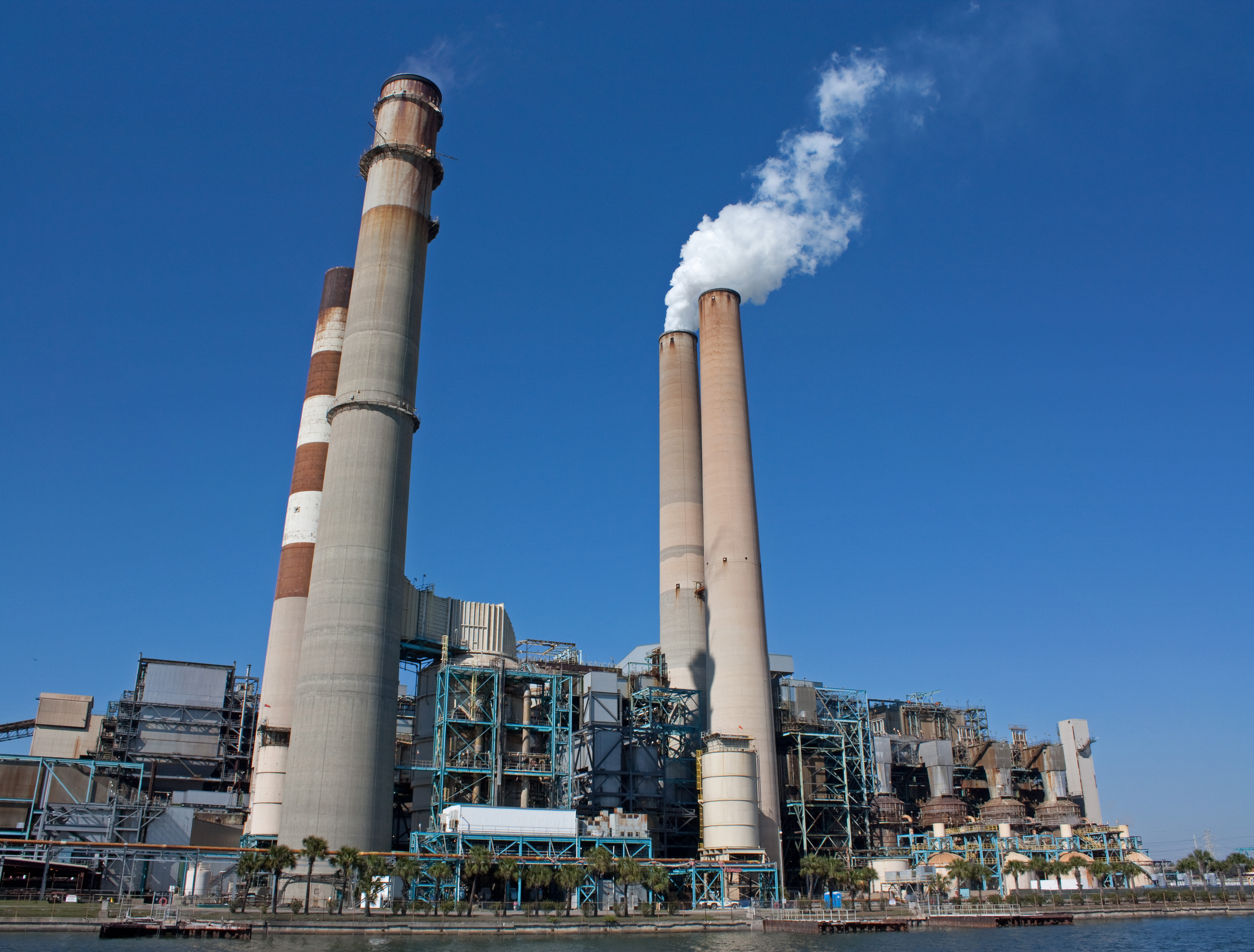
Una centrale termoelettrica che sfrutta la combustione del carbone per produrre energia elettrica.

L'utilizzo sistematico dei combustibili fossili risale alla fine del XVIII secolo con l'inizio della rivoluzione industriale in Europa e America del Nord, con il forte incremento di richiesta energetica da parte delle industrie; fino agli anni cinquanta il fabbisogno energetico era principalmente soddisfatto dall'utilizzo del carbone. La nascita stessa della rivoluzione industriale inglese venne favorita dalla presenza di numerosi giacimenti carboniferi, minerariamente sfruttabili, nel territorio nazionale e l'uso del carbone per il trattamento dei minerali ferrosi iniziò all'inizio del XVIII secolo.
L'utilizzo dei combustibili fossili come principale risorsa di energia è incrementata notevolmente nel XX secolo, nella seconda metà del quale si è osservata l'affermazione del petrolio come principale fonte energetica, rispetto al carbone troppo inquinante e in molti casi economicamente più gravoso nell'assieme dei costi di estrazione e trasporto all'utilizzatore finale; si stima che nel 1955 i combustibili fossili contribuissero al 52% del fabbisogno energetico mondiale, ed il loro apporto crebbe al 64% nel 1970.
Oggi i combustibili fossili provvedono a poco più dell'85% del fabbisogno energetico mondiale: di questo il petrolio contribuisce per il 40%,
il carbone per il 26% e il gas naturale (in forte crescita di consumo) per il 23%. Un ulteriore 7% viene ricavato dall'energia nucleare; a questo proposito si osserva che per quanto l'uranio non possa essere considerato un combustibile fossile, come fornitore di energia faccia parte delle risorse naturali limitate e non rinnovabili. 

## Vantaggi e svantaggi
I combustibili fossili sono oggi giorno la principale fonte energetica sfruttata dall'umanità, grazie ad alcune importanti caratteristiche che li contraddistinguono:
- sono "compatti", ovvero hanno un alto rapporto energia/volume;
- sono facilmente trasportabili (la trasportabilità del gas naturale è funzione della distanza da compiere e della topografia delle zone attraversate con il gasdotto);
- sono facilmente immagazzinabili;
- sono utilizzabili con macchinari relativamente semplici;[8]
- costano relativamente poco.[9]

Hanno per contro importanti svantaggi:
- sono inquinanti, anche se con l'utilizzo di macchine moderne questo problema si è notevolmente ridotto. Una forma di inquinamento è data dalla diffusione in atmosfera di sostanze associate naturalmente a questi combustibili. Per esempio la liberazione di anidride solforosa (SO2) responsabile del fenomeno delle piogge acide.
- Il loro utilizzo determina un incremento della quantità di CO2 in atmosfera, un gas non direttamente inquinante, ma oggi considerato come il maggiore imputato del surriscaldamento globale. La quantità di CO2 emessa dipende dal tipo di combustibile utilizzato, a parità di energia prodotta il carbone produce una quantità quasi doppia di anidride carbonica rispetto al gas naturale.
- non sono risorse rinnovabili, dato che il processo di fossilizzazione della sostanza organica è estremamente lungo e la quantità che oggi si fossilizza è trascurabile rispetto ai fabbisogni energetici della società in cui viviamo.

Questo comporta un progressivo esaurimento dei giacimenti e quindi delle scorte disponibili, a fronte di un progressivo e costante aumento della domanda di energia (con conseguente aumento dei prezzi). L'aumento dei prezzi, la consapevolezza che le scorte disponibili sono destinate ad esaurirsi ed una maggiore sensibilità verso le tematiche ambientali, ha accentuato le politiche di diversificazione delle fonti dei singoli paesi, favorendo lo sviluppo di sistemi di approvvigionamento energetico alternativi ai combustibili fossili.

### Impatto ambientale

Emissione globale di carbonio emesso sotto forma di anidride carbonica (CO_{2}) come conseguenza dell'uso dei combustibili fossili nel periodo 1800-2007.

L'utilizzo dei combustibili fossili contribuisce all'aumento della CO2 ed al riscaldamento globale.
Analizzando i dati globali sulle emissioni di CO2, risulta evidente che alcuni Paesi hanno un impatto maggiore rispetto ad altri. Attualmente, i Paesi che emettono la maggiore quantità di CO2 sono la Cina, gli Stati Uniti e l'India, in quest'ordine. Se si considera invece la quantità complessiva di CO2 emessa in atmosfera nel corso della storia, il quadro cambia. Gli Stati Uniti sono in testa alla lista, seguiti dalla Cina e dalla Russia. Infine, se si esamina l'impatto delle emissioni di CO2 in rapporto alla popolazione, ossia si valuta la quantità di CO2 prodotta per abitante, le nazioni che risaltano sono il Qatar, il Bahrein e il Kuwait.
Gli Stati Uniti contengono meno del 5% della popolazione mondiale, ma a causa delle grandi case e delle automobili private, utilizzano più di un quarto della produzione mondiale di combustibili fossili. Negli Stati Uniti, più del 90% delle emissioni di gas a effetto serra proviene dalla combustione di combustibili fossili. La combustione di combustibili fossili produce anche altri inquinanti atmosferici, come ossidi di azoto, biossido di zolfo, composti organici volatili e metalli pesanti.
Secondo Environment Canada:

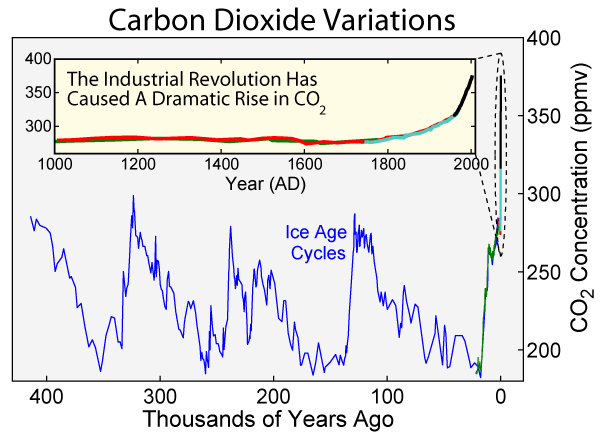
Variazioni di anidride carbonica negli ultimi 400.000 anni, mostrando un incremento a partire dalla rivoluzione industriale.

Secondo la scienziata degli Stati Uniti Jerry Mahlman e USA Today: Mahlman, che ha realizzato il linguaggio IPCC usato per definire i livelli di certezza scientifica, afferma che un nuovo studio dà la colpa ai combustibili fossili con "certezza virtuale", che significa sicuro al 99%. Questo è un salto significativo da "probabile", o probabile al 66 %, nell'ultima relazione del gruppo nel 2001, dice Mahlman. Il suo ruolo nello sforzo di quest'anno ha coinvolto il trascorrere due mesi nel rivedere le oltre 1.600 pagine di ricerca che sono servite per la nuova valutazione.
La combustione dei combustibili fossili genera acidi solforici, carbonici, e nitrici, che cadono sulla Terra come pioggia acida, che incidono negativamente sia sulle aree naturali che sull'ambiente costruito. I monumenti e le sculture in marmo e in pietra calcarea sono particolarmente vulnerabili, poiché gli acidi sciolgono il carbonato di calcio.
I combustibili fossili contengono anche materiali radioattivi, principalmente l'uranio e il torio, che vengono rilasciati in atmosfera. Nel 2000, circa 12.000 tonnellate di torio e 5.000 tonnellate di uranio sono state rilasciate in tutto il mondo dalla combustione del carbone. Si stima che nel corso del 1982, la combustione del carbone statunitense abbia rilasciato nell'atmosfera 155 volte la radioattività rilasciata nell'atmosfera dall'incidente di Three Mile Island.
La combustione del carbone produce anche grandi quantità di ceneri pesanti e ceneri volanti. Questi materiali sono utilizzati in un'ampia varietà di applicazioni per circa il 40% della popolazione statunitense.
La raccolta, la lavorazione e la distribuzione dei combustibili fossili possono anche creare problemi ambientali. I metodi di estrazione del carbone, in particolare l'estrarlo dalle vette delle montagne e dalle miniere a cielo aperto, hanno impatti ambientali negativi, e l'estrazione petrolifera offshore pone un rischio per gli organismi acquatici. Le raffinerie di petrolio hanno anche impatti ambientali negativi, tra cui l'inquinamento dell'aria e dell'acqua. Per il trasporto del carbone è necessario l'utilizzo di locomotive diesel, mentre il petrolio grezzo è tipicamente trasportato dalle navi cisterna, ognuno delle quali richiede la combustione di combustibili fossili aggiuntivi.
La normativa ambientale utilizza vari approcci per limitare queste emissioni, come - comando e controllo (che regola la quantità di inquinamento o della tecnologia utilizzata), incentivi economici o programmi volontari.

Un esempio di tale regolamentazione negli Stati Uniti è 
In termini economici, l'inquinamento da combustibili fossili è considerata come una esternalità negativa.

Secondo Rodman D. Griffin, 
 Anche se l'uso dei combustibili fossili può sembrare vantaggioso per la nostra vita, questo atto sta svolgendo un ruolo di primo piano sul riscaldamento globale e si dice che sia pericoloso per il futuro.
Questi inquinamenti ambientali hanno degli effetti negativi perché le particelle di combustibili fossili nell'aria causano problemi di salute quando respirati dalle persone. Questi effetti sulla salute sono:
- morte prematura,
- malattie respiratorie acute,
- asma aggravata,
- bronchite cronica,
- ridotta funzione polmonare.

A causa dei combustibili fossili quindi i poveri, i denutriti, i giovani, gli anziani e coloro che hanno malattie respiratorie preesistente e altri problemi di salute sono più a rischio.